# Lotion

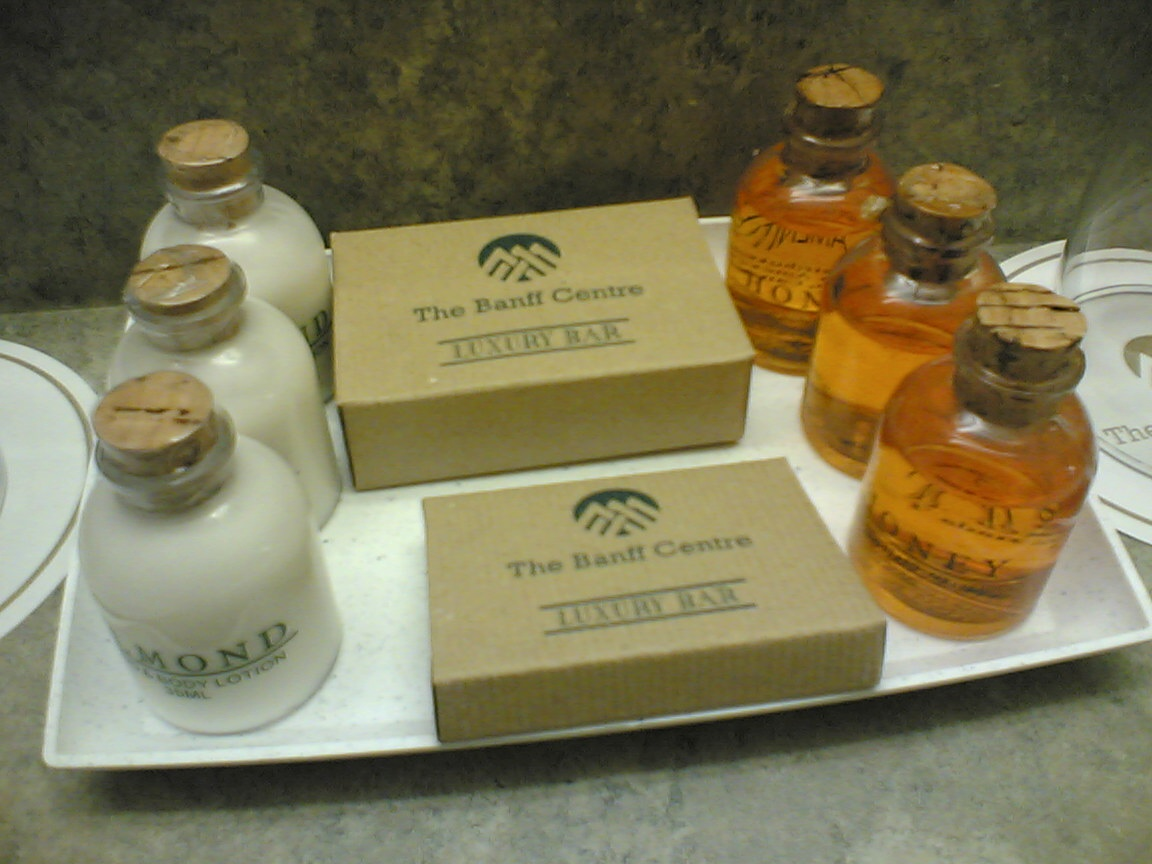
Lotion i szampon

Lotion – płynny preparat o mlecznej konsystencji, niskiej lub średniej lepkości (mniejszej od żeli i kremów), przeznaczony do stosowania miejscowego na nieuszkodzoną skórę. Jest emulsją typu "olej w wodzie". Jako emulgatora przy sporządzaniu lotionów używa się alkoholu cetylowego. Przeważnie nie zawiera środków leczniczych, ale używany jest w celach kosmetycznych do wygładzenia i zmiękczenia skóry.